# Agy-gyanta
Az Agy-gyanta az Üzenet a jövőből – A Mézga család különös kalandjai című magyar rajzfilmsorozat hetedik része, a sorozat epizódjaként a Mézga család hetedik része.

## Cselekmény
Paula hazatér a szülői értekezletről, ahol megtudta, hogy Kriszta három tantárgyból is bukásra áll. Krisztát ez szemlátomást nem érdekli, sőt örülne is neki, ha kicsapnák. Mézgáék leszögezik, hogy Kriszta egyetlen tantárgyból sem bukhat meg, ezért meg akarják kérni a szomszédot, Máris szomszédot, hogy foglalkozzon vele. De erről Kriszta már előbb tájékoztatta Márist. Így Máris már rögtön azzal fogadta Mézgáékat, hogy nem vállalja. Azt mondta, hogy ennek egyik oka az, hogy a lány pontos j-vel írta fel az ajtajára, hogy "hüje Máris". Az elkeseredett Géza bemegy Aladárhoz, de tőle meg azt tudja meg, hogy őt már kicsapták, mert iskola helyett a lovardához szokott menni.
Miután elzavarta Aladárt, egyedül hívja fel MZ/X-et, hogy tanácsot kérjen tőle. MZ/X egy okosítószert küld neki, amit el kell fogyasztani - de csak mértékkel, mert nem várt mellékhatásokat okoz az agyműködésben a túladagolás. Géza, hogy könnyebben megitathassa gyerekeivel, összekeveri a löttyöt málnaszörppel, de óvatlan módon összetöri az üveget. Mielőtt bármit is tehetne, Blöki és Maffia felnyalják azt, akik ennek hatására megtanulnak beszélni. A fantasztikus dolgot Géza be akarja jelenteni a Magyar Tudományos Akadémiának, de Máris szomszéd nem vállalja, hogy levelet írjon nekik erről, az Akadémiáról pedig azzal küldik el őket, hogy ők nem tagok. Géza végső kétségbeesésében megtanítja Blökinek Petőfi Sándor Anyám tyúkja című versét, és elhatározza, hogy a cirkuszba mennek, hátha ott több szerencsével járnak. Az agy-gyanta mellékhatásaként azonban Blöki és Maffia is teljesen megőrülnek, és mire elmúlik a hatása, kidobatják Gézát és Paulát is.

## Alkotók
- Rendezte: Nepp József
- Írta: Nepp József, Romhányi József
- Zenéjét szerezte: Deák Tamás
- Operatőr: Bacsó Zoltán
- Hangmérnök: Horváth Domonkos
- Vágó: Czipauer János
- Tervezte: Koltai Jenő
- Háttér: Szoboszlay Péter
- Rajzolták: Peres Júlia, Rofusz Ferenc
- Animációs munkatárs: Gémes József
- Munkatársak: Ács Karola, Csonkaréti Károly, Hódy Béláné, Kiss Lajos, Kökény Anikó, Lőrincz Árpád, Paál Klára, Stadler János, Szabó Judit, Szántai Lajosné, Tormási Gizella, Zoltán Annamária
- Színes technika: Boros Magda, Dobrányi Géza, Fülöp Géza, Kun Irén
- Tanácsadók: Gáll István, Székely Sándorné
- Gyártásvezető: Kunz Román

Készítette a Magyar Televízió megbízásából a Pannónia Filmstúdió

## Szereplők
- Mézga Géza: Harkányi Endre
- Mézgáné Rezovits Paula: Győri Ilona
- Mézga Kriszta: Földessy Margit
- Mézga Aladár: Némethy Attila
- Dr. Máris Ottokár: Tomanek Nándor
- MZ/X: Somogyvári Rudolf
- Blöki: Szabó Ottó
- Maffia: Váradi Hédi
- Taxis; Angol tudós: Surányi Imre
- Őr: Horváth Pál
- Professzor: Szoó György
- Szakállas tudós: Deák B. Ferenc
- Cirkuszigazgató: Alfonzó
- Kidobóember: Farkas Antal